# Maese Calvo
Maese Calvo es la firma habitualmente empleada por el orfebre burgalés Saturnino Domingo Calvo Vélez (Burgos, 4 de agosto de 1895-ibídem, 5 de mayo de 1972). De tendencia clásica, su obra se encuentra repartida por todo el mundo.

## Biografía
Con apenas diez años se inició en el dibujo con el escultor Saturnino López Gómez, profesor de la Academia del Círculo Católico de Obreros. Poco después fue alumno de Manuel Izquierdo, Luis Manero, Luis Echevarría y Mariano Minguela en la Academia del Consulado de Burgos conocida como Academia Provincial de Dibujo de Burgos. Hacia 1909 trabajó en el taller de escultura de Ramón Larracoechea. En 1914 marchó a Madrid, donde comenzó a trabajar a las órdenes de Félix Granda. Al año siguiente regresó a Burgos y poco más tarde abrió su propio taller. Su primer gran trabajo serán las lámparas de la Catedral de El Burgos de Osma.
En 1924 se desplazó a París, donde estudió en la Escuela Superior de Bellas Artes y trabajó con Edgar Braus, gracias a la becas que le proporcionó el Ayuntamiento de Burgos y la Junta de Pensiiones. Dos años más tarde se instaló en Bilbao como director artístico de la Fábrica de Bronces de Francisco Rodríguez. En 1929 obtuvo el Premio Nacional de Orfebrería y otras primeras medallas en la Exposición Internacional de Barcelona y en la Exposición Iberoamericana de Sevilla. Su taller definitivo se instaló en 1940 a la sombra de la Catedral de Burgos.
Diplomado en armería en Gante, Brujas y Toledo, fue restaurador de la Armería Real del Palacio de Oriente.
En 1962 le fue concedida la Medalla del Trabajo y en 1968 fue nombrado Burgales Esclarecido.

## Obras
Entre sus obras más conocidas se encuentran la arqueta románico-bizantina en el que se custodia un hueso del Cid y el cofre de la llave del Castillo de Burgos, una reproducción de la Tizona del Cid, el Sagrario Expositor de la Catedral de Santander o la Custodia de la Basílica del Valle de los Caídos. Pero la más significativa es el Retablo de Castilla, elaborado entre 1934 y 1943 en hierro forjado, repujado y cincelado, que se encuentra en el Palacio Provincial de Burgos.